# بوریس آرکادیف
بوریس آرکادیف (روسی: Бори́с Андре́евич Арка́дьев؛ ۲۱ سپتامبر ۱۸۹۹ – ۱۷ اکتبر ۱۹۸۶) بازیکن فوتبال اهل اتحاد جماهیر شوروی سوسیالیستی بود. 